# Ябіку Шохей
Шохей Ябіку (4 січня 1995 , Наґо, Префектура Окінава ) — японський борець греко-римського стилю, бронзовий призер Олімпійських ігор 2020.

## Спортивні результати на міжнародних змаганнях

### Виступи на Олімпіадах
| Змагання                    | Збірна | Вагова категорія                 | Місце  |
| --------------------------- | ------ | -------------------------------- | ------ |
| Літні Олімпійські ігри 2020 | Японія | греко-римська боротьба, до 77 кг | Бронза |

### Виступи на Чемпіонатах світу
| Змагання                        | Збірна | Вагова категорія                 | Місце |
| ------------------------------- | ------ | -------------------------------- | ----- |
| Чемпіонат світу з боротьби 2017 | Японія | греко-римська боротьба, до 75 кг | 15    |
| Чемпіонат світу з боротьби 2018 | Японія | греко-римська боротьба, до 77 кг | 13    |
| Чемпіонат світу з боротьби 2019 | Японія | греко-римська боротьба, до 77 кг | 26    |

### Виступи на Чемпіонатах Азії
| Змагання                       | Збірна | Вагова категорія                 | Місце |
| ------------------------------ | ------ | -------------------------------- | ----- |
| Чемпіонат Азії з боротьби 2018 | Японія | греко-римська боротьба, до 77 кг | 5     |

### Виступи на Азійських іграх
| Змагання           | Збірна | Вагова категорія                 | Місце |
| ------------------ | ------ | -------------------------------- | ----- |
| Азійські ігри 2018 | Японія | греко-римська боротьба, до 77 кг | 5     |

### Виступи на інших змаганнях
| Змагання                                                                  | Збірна | Вагова категорія                 | Місце  |
| ------------------------------------------------------------------------- | ------ | -------------------------------- | ------ |
| Кубок Бразилії з боротьби 2014                                            | Японія | греко-римська боротьба, до 71 кг | Золото |
| Гран-прі FILA 2015                                                        | Японія | греко-римська боротьба, до 75 кг | 20     |
| Гран-прі Угорщини з боротьби 2016                                         | Японія | греко-римська боротьба, до 75 кг | 23     |
| Азійський олімпійський кваліфікаційний турнір з боротьби 2016             | Японія | греко-римська боротьба, до 75 кг | 5      |
| Світовий олімпійський кваліфікаційний турнір з боротьби 2016 (Улан-Батор) | Японія | греко-римська боротьба, до 75 кг | 10     |
| Меморіал Дейва Шульца 2017                                                | Японія | греко-римська боротьба, до 80 кг | Бронза |
| Гран-прі Угорщини з боротьби 2017                                         | Японія | греко-римська боротьба, до 75 кг | 8      |
| Кубок Владислава Пітласинські 2017                                        | Японія | греко-римська боротьба, до 75 кг | 10     |
| Гран-прі Іспанії з боротьби 2017                                          | Японія | греко-римська боротьба, до 75 кг | Золото |
| Відкритий чемпіонат Японії з боротьби 2018                                | Японія | греко-римська боротьба, до 77 кг | Золото |
| Турнір Вехбі Емре і Гаміта Каплана 2018                                   | Японія | греко-римська боротьба, до 77 кг | Бронза |
| Чемпіонат Японії з боротьби 2018                                          | Японія | греко-римська боротьба, до 77 кг | Бронза |
| Турнір Олега Караваєва 2019                                               | Японія | греко-римська боротьба, до 77 кг | Срібло |
| Чемпіонат Японії з боротьби 2019                                          | Японія | греко-римська боротьба, до 77 кг | Золото |
| Чемпіонат Японії з боротьби 2020                                          | Японія | греко-римська боротьба, до 77 кг | Золото |
| Азійський олімпійський кваліфікаційний турнір з боротьби 2021             | Японія | греко-римська боротьба, до 77 кг | Срібло |

### Виступи на змаганнях молодших вікових груп
| Змагання                                      | Збірна | Вагова категорія                 | Місце  |
| --------------------------------------------- | ------ | -------------------------------- | ------ |
| Чемпіонат світу з боротьби серед кадетів 2011 | Японія | греко-римська боротьба, до 63 кг | 22     |
| Чемпіонат світу з боротьби серед кадетів 2012 | Японія | греко-римська боротьба, до 69 кг | 14     |
| Чемпіонат світу з боротьби серед юніорів 2013 | Японія | греко-римська боротьба, до 66 кг | Бронза |
| Чемпіонат світу з боротьби серед юніорів 2014 | Японія | греко-римська боротьба, до 74 кг | 27     |
| Чемпіонат світу з боротьби серед юніорів 2015 | Японія | греко-римська боротьба, до 74 кг | 5      |
| Чемпіонат світу з боротьби серед молоді 2017  | Японія | греко-римська боротьба, до 75 кг | Золото |